# Sufentanyl
Sufentanyl – syntetyczny lek opioidowy około 5-10 razy silniejszy od fentanylu, stosowany w znieczuleniu przed operacją. Objęty Jednolitą konwencją o środkach odurzających z 1961 roku (wykazy I). W Polsce jest w wykazie I-N Ustawy o przeciwdziałaniu narkomanii.

## Działanie
Syntetyczna pochodna fentanylu; opioidowy lek o silnym działaniu przeciwbólowym, agonista receptorów opioidowych typu μ1, μ2, δ i κ. W przypadku receptorów pierwszego typu lek wykazuje większe powinowactwo w stosunku do receptora μ1, który odpowiada za przenoszenie odczucia bólu, mniejsze zaś w stosunku do receptora μ2 wywołującego działania niepożądane, jak na przykład depresja oddechowa. Działając na receptor μ1 sufentanyl hamuje aktywność enzymu cyklazy adenylowej, co prowadzi do zmniejszenia stężenia cAMP, a przez to nasilenia działania przeciwbólowego. Pobudzenie receptorów μ i δ wpływa na otwarcie niektórych kanałów potasowych, co wywołuje hiperpolaryzację błony neuronu i zmniejsza częstotliwość przesyłania impulsów bólowych. Pobudzenie wszystkich typów receptorów doprowadza również do zamykania niektórych kanałów wapniowych, co zmniejsza uwalnianie neuroprzekaźników, a w konsekwencji osłabia przewodzenie bólu. Sufentanyl działa szybciej, krócej i silniej od fentanylu (5-10-krotnie). Farmakokinetyka sufentanylu wynika z jego bardzo dobrej rozpuszczalności w tłuszczach, a w związku z tym z szybkiej dystrybucji do tkanek.

## Wskazania
Znieczulenie do wszystkich zabiegów chirurgicznych u pacjentów poddanych intubacji dotchawiczej i mechanicznej wentylacji. Środek przeciwbólowy oraz znieczulający podczas wprowadzania i podtrzymywania znieczulenia ogólnego.

## Przeciwwskazania
Nadwrażliwość na którykolwiek składnik preparatu lub inne opioidowe leki przeciwbólowe, ostra porfiria wątrobowa, stosowanie inhibitorów MAO równolegle lub w okresie ostatnich 14 dni. Nie stosować u osób, u których należy unikać stosowania leków działających hamująco na ośrodek oddechowy. Warunkami użycia sufentanylu są intubacja dotchawicza i mechaniczna wentylacja pacjenta. Sufentanyl może wywołać zależny od dawki hamujący wpływ na ośrodek oddechowy. Głębokie znieczulenie ogólne przebiega z depresją ośrodka oddechowego, która może się utrzymywać także po operacji lub nawet wystąpić dopiero po niej, dlatego po operacji należy uważnie obserwować pacjentów. 
U pacjentów z urazem czaszkowo-mózgowym i podwyższonym ciśnieniem wewnątrzczaszkowym sufentanyl można stosować tylko zachowując szczególną ostrożność. Należy unikać podania sufentanylu w szybkim wstrzyknięciu i.v. (bolusie), ponieważ może dojść do przejściowego spadku ciśnienia tętniczego i obniżenia ciśnienia perfuzji mózgu. Podanie i.v. sufentanylu w czasie porodu lub cięcia cesarskiego przed przecięciem pępowiny nie jest zalecane, ponieważ może wywołać hamujący wpływ na ośrodek oddechowy noworodka. Dane dotyczące dożylnego podawania sufentanylu u dzieci są ograniczone, dlatego przed zastosowaniem tego leku u noworodków i małych dzieci należy starannie rozważyć stosunek spodziewanych korzyści do możliwego ryzyka.
Możliwe jest wystąpienie wzmożonego napięcia mięśni, włącznie z mięśniami klatki piersiowej. Można tego uniknąć, zachowując następujące środki ostrożności: powolne wstrzykiwanie (w przypadku mniejszych dawek jest to wystarczający środek zapobiegawczy), wcześniejsze podanie jednej z pochodnych benzodiazepiny lub innych środków o hamującym działaniu ośrodkowym oraz podanie leków zwiotczających mięśnie. Podanie leku antycholinergicznego w zbyt małej dawce lub jednoczesne podanie sufentanylu z jednym z leków zwiotczających mięśnie, który nie ma działania wagolitycznego, może wywołać bradykardię, a nawet zatrzymanie czynności serca. Bradykardię można leczyć atropiną. Tachykardia spowodowana podaniem pankuronium może przeważać nad wywołaną bradykardią. Sufentanyl może wywołać bradykardię i spadek ciśnienia tętniczego, zwłaszcza u pacjentów z hipowolemią. W takich przypadkach należy zastosować odpowiednie środki w celu utrzymania ciśnienia tętniczego na stałym poziomie. Sufentanyl może wywoływać przyzwyczajenie po długotrwałym stosowaniu (np. na oddziałach intensywnej terapii). Po leczeniu trwającym dłużej niż 7 dni mogą wystąpić objawy odstawienne, dlatego zaleca się zmniejszanie dawek w ciągu kilku dni. W razie potrzeby, w celu zwalczania objawów zespołu abstynencyjnego można zastosować klonidynę.

## Interakcje
Równoczesne stosowanie anestetyków, leków uspokajających i wpływających depresyjnie na OUN nasila działanie sufentanylu. Cymetydyna i ranitydyna wydłużają jego metabolizm. Inhibitory MAO nasilają depresję oddechową. Równoczesne podanie pochodnych benzodiazepiny może spowodować spadek średniego ciśnienia krwi i oporu obwodowego. U pacjentów przyjmujących b-adrenolityki i leki blokujące kanały wapniowe nasila tendencję do bradykardii. Ketokonazol, itrakonazol i rytonawir mogą hamować metabolizm sufentanylu.

## Działanie niepożądane
Depresja ośrodka oddechowego, bezdech, sztywność mięśni (szczególnie mięśni klatki piersiowej), miokloniczne drżenie mięśni, spadek ciśnienia tętniczego, bradykardia, nudności, wymioty, zawroty głowy, euforia, zwężenie źrenic, zatrzymanie moczu, rzadziej świąd i bóle w miejscu wstrzyknięcia. Rzadko skurcz krtani, reakcje alergiczne i zatrzymanie czynności serca. Po operacji obserwowano niekiedy nawrót depresji ośrodka oddechowego. W przypadku długotrwałego stosowania mogą się rozwinąć tolerancja i uzależnienie.

## Ciąża i laktacja
Sufentanylu nie powinno się stosować w ciąży i okresie karmienia piersią. Przenika szybko przez łożysko. Stosunek stężenia sufentanylu we krwi żylnej nienarodzonego dziecka do stężenia we krwi żylnej matki wynosi 0,8:1. Na podstawie danych farmakokinetycznych można przyjąć, że 24 h po znieczuleniu ogólnym można podjąć karmienie piersią. Nie podawać w trakcie porodu lub przed zaciśnięciem pępowiny podczas cięcia cesarskiego.

## Dawkowanie
Dorośli i młodzież. Jako środek przeciwbólowy w znieczuleniu ogólnym wprowadzanym i podtrzymywanym kilkoma środkami znieczulającymi. Dawka początkowa: 0,5-2 µg/kg mc. w powolnym wstrzyknięciu i.v. lub w ciągłym wlewie i.v. przez 2-10 min. Dawka 0,5 µg/kg mc. działa przez ok. 50 min. Dawka podtrzymująca: 10-50 µg (ok. 0,15-0,7 µg/kg mc.) i.v. w razie klinicznych objawów ustępowania znieczulenia. W fazie ustępowania dawkę należy zmniejszać bardzo powoli. Jako środek znieczulający do wprowadzania i podtrzymywania znieczulenia ogólnego. Dawka początkowa: 7-20 µg/kg mc. w powolnym wstrzyknięciu i.v. lub we wlewie i.v. trwającym 2-10 min. Dawka podtrzymująca: 25-50 µg (ok. 0,36-0,7 µg/kg mc.) i.v. w razie klinicznych objawów ustępowania znieczulenia ogólnego. Dawki podtrzymujące 25-50 µg zwykle są wystarczające do zachowania stabilności krążenia w czasie znieczulenia ogólnego. Dzieci. Skuteczność i bezpieczeństwo u dzieci do 2. rż. udokumentowano tylko w ograniczonej liczbie przypadków. Do wprowadzania i podtrzymywania znieczulenia ogólnego w czasie operacji na sercu i naczyniach lub w zabiegach chirurgii ogólnej wraz z podawaniem 100% tlenu zaleca się 5-15 µg/kg mc. u noworodków i dzieci do 3. rż. oraz do 20 µg/kg mc. u dzieci do 12. rż. Ze względu na większy klirens leku u dzieci, można podawać dzieciom większe dawki lub zwiększać częstość dawek. Sufentanil podawany pacjentom w monoterapii we wstrzyknięciu nie wystarczał do osiągnięcia dostatecznego znieczulenia ogólnego. Pacjenci w podeszłym wieku lub osłabieni potrzebują z reguły mniejszych dawek. Dawka całkowita powinna być podawana z zachowaniem ostrożności u chorych z niewyrównaną niedoczynnością tarczycy, chorobami płuc, zwłaszcza ze zmniejszeniem pojemności życiowej, otyłością lub uzależnionych od alkoholu. W przypadku niewydolności nerek i(lub) wątroby dawkę należy zmniejszyć. Przewlekle chorzy otrzymujący opioidy lub z uzależnieniem od opioidów w wywiadzie, mogą potrzebować większych dawek. Należy unikać podawania sufentanylu w bolusie. Jeżeli razem z sufentanylem podaje się jeden z leków uspokajających, należy go podać w oddzielnym wstrzyknięciu.